# Treßsee
Der Treßsee (dänisch Træsø) ist ein ca. fünf Hektar großer See im Kreis Schleswig-Flensburg im deutschen Bundesland Schleswig-Holstein nördlich der Ortschaft Großsolt. Der Treßsee wird von der Bondenau gespeist und gilt als Quelle der Treene.

## Geomorphologie
Der See befindet sich im Bereich der Grundmoränenlandschaft, nahe der Endmoräne im Jungmoränengebiet Angelns.
Er entstand am Ende der Weichsel-Kaltzeit vermutlich als subglaziale Rinne und ist damit vergleichbar mit der gut untersuchten sogenannten Langseerinne Südangelns.
In der Vergangenheit war der See bis zu 25 Mal größer als heute. Der letzte Höchststand konnte für die späte Bronzezeit nachgewiesen werden. Gründe für die starke Verkleinerung des Sees sind eine verstärkte Ablagerung von Bodenerosionssedimenten, die aufgrund menschlicher Bewirtschaftung durch Bondenau und Kielstau eingetragen wurden, klimatische Veränderungen während des Holozäns, Gewässereutrophierung aufgrund von Abwässern und Landwirtschaft sowie gezielte künstliche Maßnahmen zur Verkleinerung des Sees, vor allem während des 19. Jahrhunderts. Neuen Untersuchungen zufolge kommt der Flussaue der Treene bei der Steuerung des Wasserstandes im Treßsee eine Schlüsselrolle zu.

## Schutzstatus
Vom Treßsee bis nach Tüdal ist das Gebiet entlang der Treene ein Teil des bis zu 20 km² großen Naturschutzprojektes Obere Treenelandschaft. Nördlich des Sees liegt das Naturschutzgebiet Düne am Treßsee.